# Henri Jobier
Henri Jobier   (Courson-les-Carrières, 6 de juliol de 1879 - 16è districte de París, 25 de març de 1930) va ser un tirador d'esgrima francès que va competir a cavall del segle xix i del segle xx.
El 1900 va prendre part en els Jocs Olímpics de París, on disputà la prova de floret individual del programa d'esgrima.
El 1924, novament a París, guanyà la medalla d'or en la prova del floret per equips del programa d'esgrima.